# Yurt

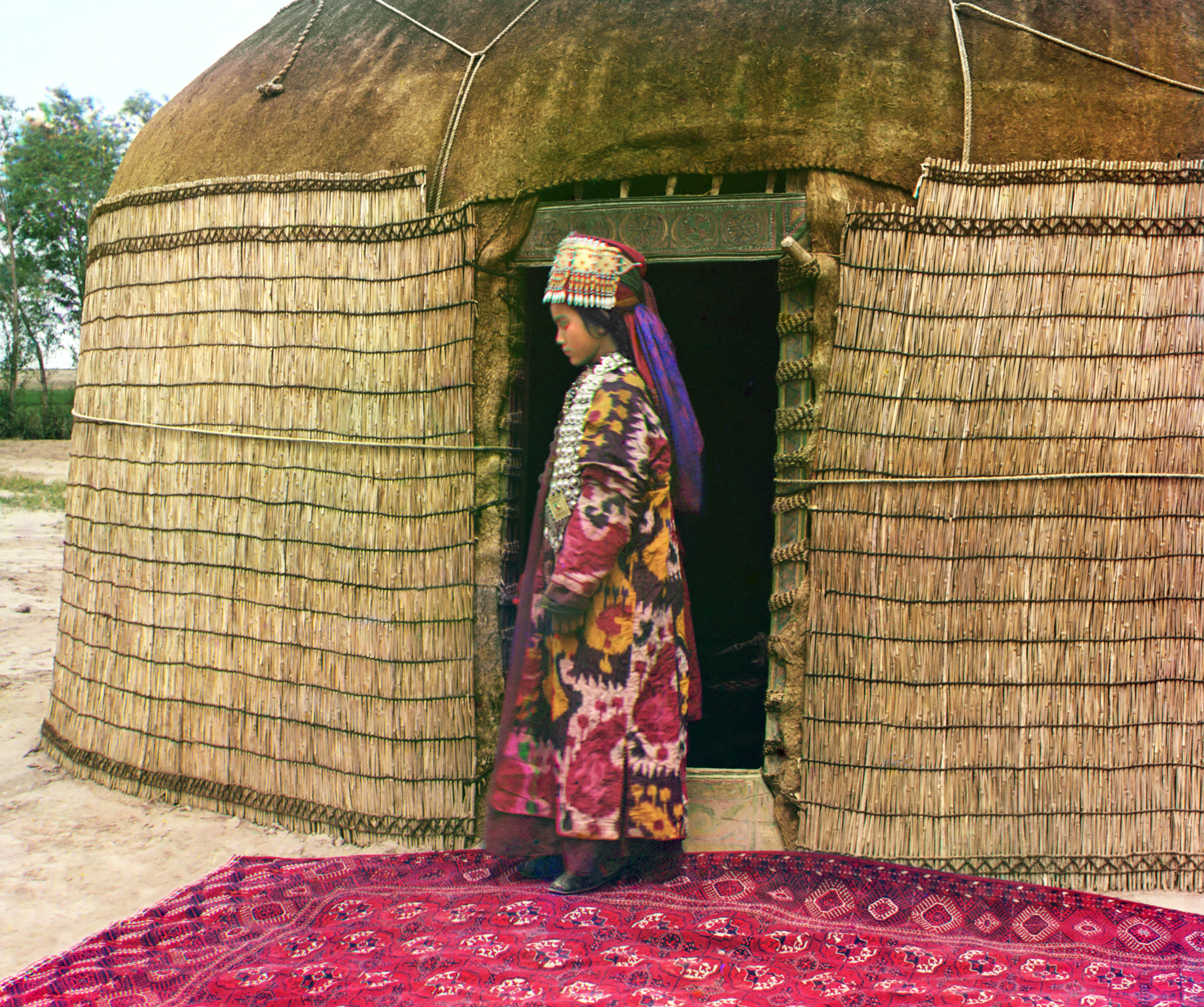

Một yurt truyền thống (các ngôn ngữ Turk) hay ger (tiếng Mông Cổ) là một chiếc lều tròn, được bao phủ bởi da hoặc nỉ và được sử dụng như nơi trú ngụ bở những người du mục trong những thảo nguyên ở Trung Á. гэр (chuyển ngữ: ger, [ˈɡɛr]) - trong tiếng Mông Cổ chỉ mang nghĩa đơn giản là "nhà".